# Benha
Banha (Égypte : بنها) est la capitale du gouvernorat de Qalyubiya en Égypte.